# 城市的興起
《城市的興起》是義大利未來主義畫家翁貝托·薄邱尼在1910年的畫作。此畫作在1911年於米蘭的會場上展出，之後1912年被義大利作曲家費魯喬·布梭尼買下，現今則保存在美國紐約市的現代藝術博物館。

## 描述

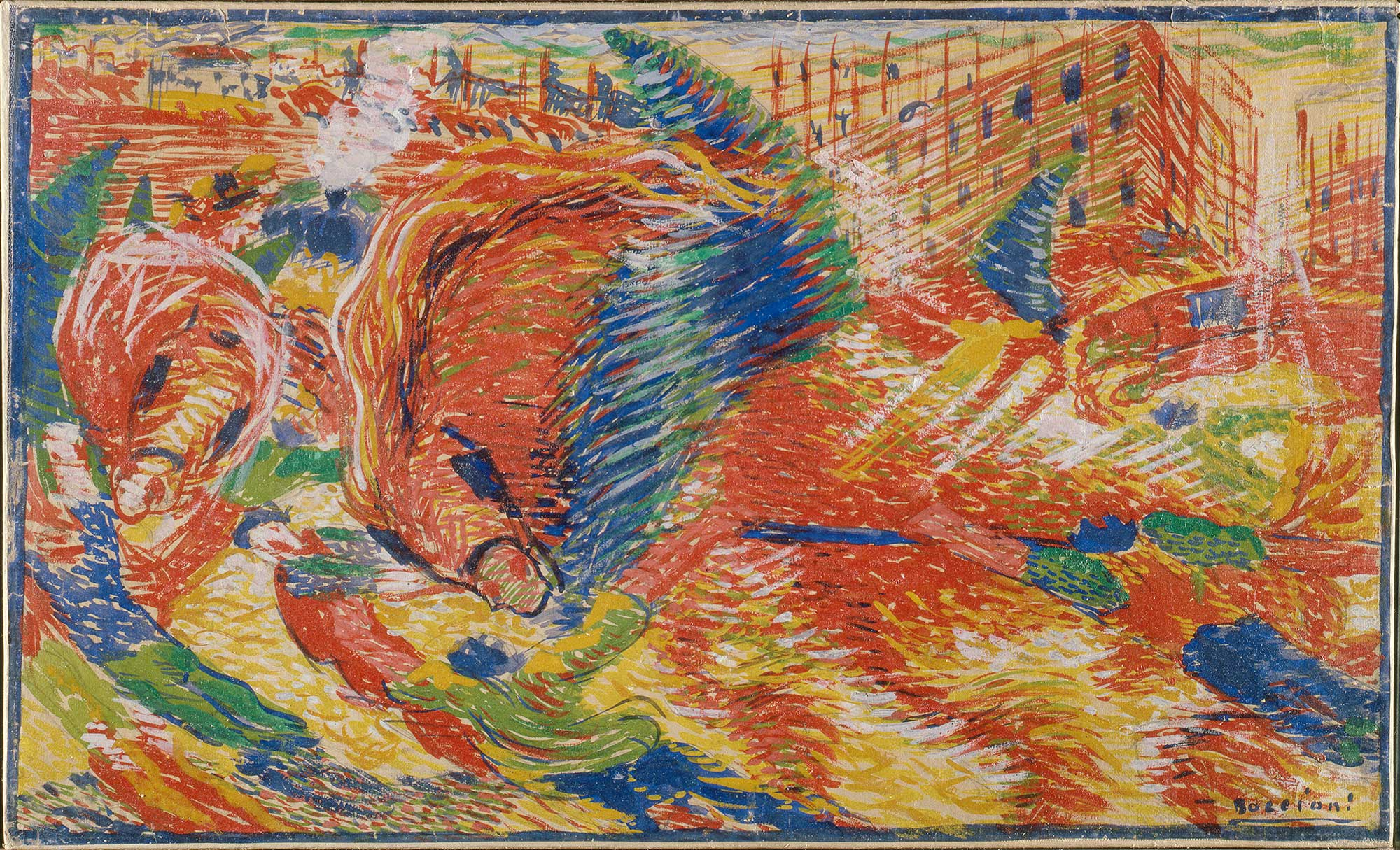
《城市的興起》早期架構圖

此畫作原先的名稱被稱為《運行》（Il Lavoro）。架構上以現代化建物為背景，與早期的版本相較下增加了更多動態方式的描繪，如畫面中有著像是逐漸融入畫面的馬匹及行人，
此作品也被視為薄邱尼為了替先前對未來主義宗旨所發表的宣言所創作的成品。